# Eaton Place
Eaton Place est une rue du quartier londonien de Belgravia.

## Situation et accès
Longue de 460 mètres, elle commence à Eaton Square et finit à Upper Belgrave Street.
Les stations de métro les plus proches sont celles de Sloane Square, desservie par les lignes  Circle  District, et de Victoria, où circulent les trains des lignes  Circle  District  Victoria.

## Historique
Le 22 juin 1922, le maréchal Sir Henry Wilson, 1er baronnet, est assassiné devant son domicile au n° 36 par les membres de l'Armée républicaine irlandaise Reginald Dunne et Joseph O'Sullivan.

## Origine du nom
La rue doit son nom à Eaton Hall, dans le Cheshire, où se trouve la propriété de campagne du duc de Westminster.

## Bâtiments remarquables et lieux de mémoire

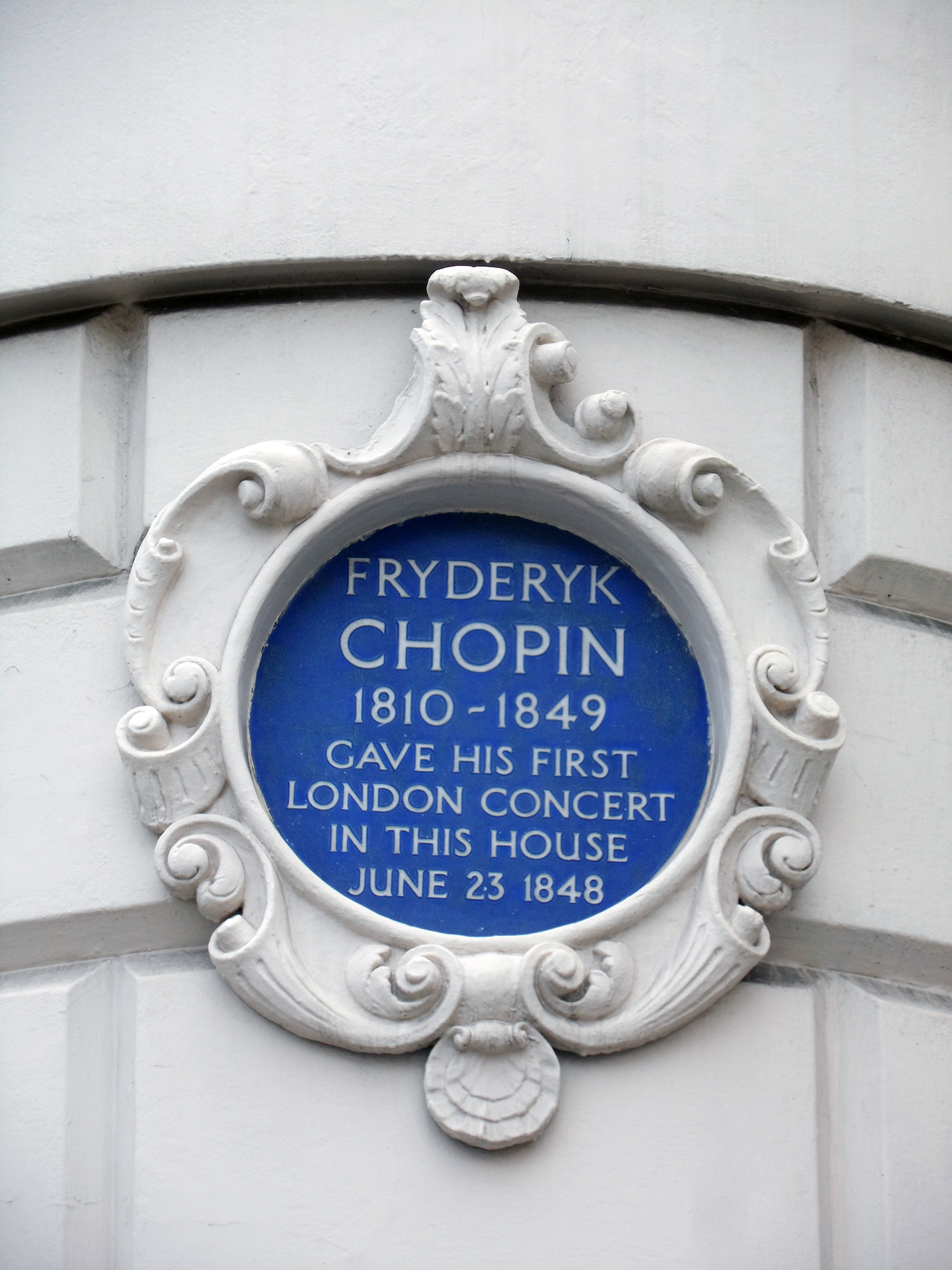
No 99.

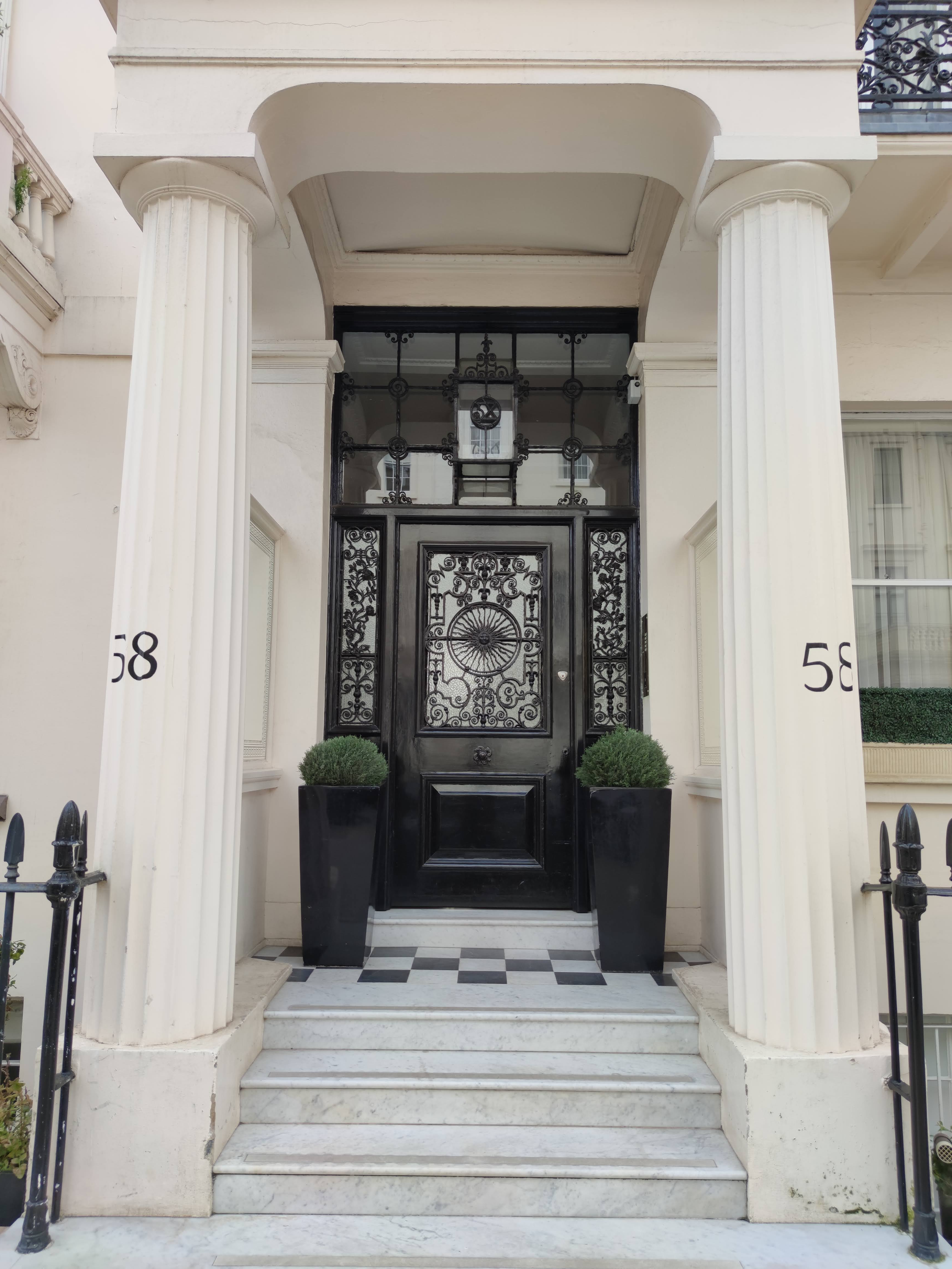
Entrée du no 58.

- No 35 : ambassade de Hongrie à Londres[3].
- No 99 : comme le signale une Blue plaque en façade, Frédéric Chopin a donné son premier concert à Londres à cette adresse le 23 juin 1848.

## Eaton Place dans la fiction
- No 165 : demeure des époux Holland dans la série télévisée britannique Maîtres et Valets (1971)[4].